# Division 2 1935/36
Die Division 2 1935/36 war die dritte Austragung der zweithöchsten französischen Fußballliga, die offiziell auch unter dem Namen Championnat de Division 2 firmierte. Zweitligameister wurde der FC Rouen.
Die Spiele fanden zwischen 17. August 1935 und 14. Juni 1936 statt. Eine Winterpause gab es nicht, vielmehr wurden auch zwischen den Jahren Punktspiele ausgetragen.

## Vereine
Teilnahmeberechtigt waren die zehn Vereine, die nach der vorangegangenen Spielzeit weder in die erste Division aufgestiegen waren noch ihren Profistatus aufgegeben hatten. Dazu kamen zwei Erstligaabsteiger, von denen sich der SC Nîmes allerdings noch vor Saisonbeginn entschied, seine Lizenz zurückzugeben und im Amateurbereich weiterzuspielen, sowie sieben Neulinge, die erstmals Profistatus angenommen hatten.
Somit waren in dieser Saison folgende 18 Mannschaften vertreten:
- sechs Klubs aus dem äußerste Norden (Racing Roubaix, Racing Lens, Racing Calais, AC Amiens und die Neulinge US Boulogne bzw. Olympique Dunkerque),
- vier aus Paris und Champagne-Ardenne (CA Paris sowie die Neulinge Stade Reims, AS Troyes-Savinienne und FC Olympique Charleville),
- einer aus dem Nordosten (Neuling FC Nancy),
- drei aus dem Nordwesten (Le Havre AC, FC Rouen, SM Caen),
- zwei aus dem Lyonnais (AS Saint-Étienne, AS Villeurbanne),
- zwei aus dem Mittelmeerraum (Absteiger SO Montpellier, Neuling OGC Nizza).

Einen direkten Auf- und Abstieg in Abhängigkeit vom sportlich erzielten Ergebnis gab es lediglich zwischen erster und zweiter Profi-Division. Hingegen konnte ein Zweitdivisionär nur dann absteigen, wenn er seine Lizenz abgab oder sie ihm entzogen wurde, und ebenso konnten bisherige Amateurmannschaften aus der Division d’Honneur nur dann zur folgenden Saison in die Division 2 aufsteigen, wenn sie vom Verband die Genehmigung erhielten, professionellen Status anzunehmen.

## Saisonverlauf
Jede Mannschaft trug gegen jeden Gruppengegner ein Hin- und ein Rückspiel aus, einmal vor eigenem Publikum und einmal auswärts. Es galt die Zwei-Punkte-Regel; bei Punktgleichheit gab das Torverhältnis den Ausschlag für die Platzierung. In Frankreich wird bei der Angabe des Punktverhältnisses ausschließlich die Zahl der Pluspunkte angegeben; hier geschieht dies in der in Deutschland zu Zeiten der 2-Punkte-Regel üblichen Notation.
Nach zwei vergeblichen Anläufen setzten sich die „Roten Teufel“ aus Rouen in dieser Spielzeit in beeindruckender Weise durch. Die Tabelle führten sie vom ersten bis zum letzten Spieltag an, woran auch ein gewisses Nachlassen in den letzten Runden der Rückserie nichts änderte, das den Vorsprung auf Mitaufsteiger Roubaix auf zwei Punkte schrumpfen ließ. Rouen wies die beste Abwehr der Division 2 auf und besaß vor allem einen von der Presse so genannten „Bombensturm“ (frz.: attaque mitrailleuse), der 119 Treffer – fast die Hälfte (50) davon in den gegnerischen Stadien – erzielte. Davon trugen alleine 95 die „Absenderangabe“ der vier erfolgreichsten Angreifer Jean Nicolas – er gewann zum dritten Mal in Serie die Torjägerkrone –, Roger Rio, Marceau Lhermine und des Österreichers Karl Durspekt. Auch Roubaix und Saint-Étienne kamen der 100-Tore-Marke sehr nahe; zwischen diesen beiden punktgleichen Verfolgern gab am Ende lediglich das Torverhältnis den Ausschlag – zu Ungunsten der AS Saint-Étienne, die als einziger Zweitligist vor eigenem Publikum ungeschlagen blieb und dennoch den Aufstieg haarscharf verpasste.
Erfolgreichster der Neulinge im Profigeschäft war der vorjährige französische Amateurmeister aus Reims – der noch eine Position besser platzierte OGC Nizza hatte ja lediglich eine Saison lang im Amateurlager „pausiert“ – unter seinem schottischen Trainer William Aitken. Hingegen hatte Nancy vom ersten Spieltag an auf dem letzten Platz gelegen und blieb über die gesamte Saison (wie auch Villeurbanne) ohne jeden Auswärtssieg. Zumindest für neutrale Beobachter waren die Spiele der Lothringer aber immerhin spektakulär, weil darin durchschnittlich 4,6 Tore fielen – wenn auch ganz überwiegend für Nancys Gegner –; dies war der höchste Wert aller 18 Teilnehmer. Ein anderer Neuling machte im diesjährigen Landespokalwettbewerb von sich reden: Charleville erreichte darin das Finale und verlor es nur knapp.
Villeurbanne hingegen stand nach 28 Spieltagen noch auf dem 14. Tabellenplatz; ihr letztes Spiel bestritt die Mannschaft am 29. März 1936, in dem sie eine 2:6-Heimniederlage gegen Saint-Étienne kassierte. Dann zog sich diese Spielgemeinschaft aus der AS Villeurbanne und dem FC Lyon vom Spielbetrieb zurück. Anders als in vergleichbaren Fällen aus den Vorjahren wurden daraufhin nicht sämtliche bisherigen Resultate storniert, sondern der Verband wertete die anschließend nicht mehr ausgetragenen zehn Punktspiele jeweils mit 3:0 Toren für den Gegner. Außerdem setzte er Villeurbanne (15 Pluspunkte) in der Tabelle hinter Nancy (nur 11 Pluspunkte) auf den letzten Tabellenplatz.
Zur folgenden Saison erhielten die 15 Klubs auf den Tabellenrängen drei bis 17 ihre Lizenz erneuert; dazu kamen die beiden Erstligaabsteiger US Valenciennes-Anzin und Olympique Alès. Neoprofis gab es erstmals keine, so dass die Division 2 dann mit nur 17 Teilnehmern begann.
In den tatsächlich ausgetragenen 296 Begegnungen wurden 1.131 Treffer erzielt; das entspricht einem Mittelwert von 3,8 Toren je Spiel und stellte den mit Abstand schwächsten Wert in den bisherigen Spielzeiten der Division 2 dar.

## Abschlusstabelle
| Pl. | Verein                    | Sp. | S  | U  | N  | Tore    | Quote | Punkte |
| --- | ------------------------- | --- | -- | -- | -- | ------- | ----- | ------ |
| 1.  | FC Rouen                  | 34  | 25 | 4  | 5  | 119:330 | 3,61  | 54:14  |
| 2.  | Racing Roubaix            | 34  | 23 | 6  | 5  | 098:400 | 2,45  | 52:16  |
| 3.  | AS Saint-Étienne          | 34  | 24 | 4  | 6  | 099:490 | 2,02  | 52:16  |
| 4.  | Racing Lens               | 34  | 17 | 10 | 7  | 073:430 | 1,70  | 44:24  |
| 5.  | AC Amiens                 | 34  | 18 | 4  | 12 | 073:610 | 1,20  | 40:28  |
| 6.  | SM Caen                   | 34  | 17 | 5  | 12 | 068:570 | 1,19  | 39:29  |
| 7.  | Racing Calais             | 34  | 14 | 10 | 10 | 075:550 | 1,36  | 38:30  |
| 8.  | SO Montpellier (A)        | 34  | 15 | 7  | 12 | 054:460 | 1,17  | 37:31  |
| 9.  | OGC Nizza (N)             | 34  | 14 | 6  | 14 | 053:590 | 0,90  | 34:34  |
| 10. | Stade Reims               | 34  | 15 | 3  | 16 | 062:740 | 0,84  | 33:35  |
| 11. | CA Paris                  | 34  | 12 | 9  | 13 | 043:550 | 0,78  | 33:35  |
| 12. | Olympique Charleville (N) | 34  | 11 | 7  | 16 | 055:590 | 0,93  | 29:39  |
| 13. | AS Troyes-Savinienne (N)  | 34  | 11 | 5  | 18 | 066:690 | 0,96  | 27:41  |
| 14. | US Boulogne (N)           | 34  | 12 | 3  | 19 | 057:860 | 0,66  | 27:41  |
| 15. | Olympique Dunkerque (N)   | 34  | 11 | 3  | 20 | 046:680 | 0,68  | 25:43  |
| 16. | Le Havre AC               | 34  | 8  | 6  | 20 | 047:860 | 0,55  | 22:46  |
| 17. | FC Nancy (N)              | 34  | 3  | 5  | 26 | 033:122 | 0,27  | 11:57  |
| 18. | AS Villeurbanne           | 34  | 5  | 5  | 24 | 040:990 | 0,40  | 15:53  |

Platzierungskriterien: 1. Punkte – 2. Torquotient – 3. Direkter Vergleich

Villeurbanne wurde administrativ vom 17. auf den 18. Platz zurückgesetzt
| (A) | Absteiger aus der Division 1 1934/35 |
| (N) | Neuaufsteiger                        |

## Kreuztabelle
| 1935/36               | AC Ami | US Bou | SM Cae | RC Cal | CA Par | FCO Cha | Ol. Dun | AC LeH | RC Len | SO Mon | FC Nan | OGC Niz | Sta. Rei | FC Ron | RC Rbx | AS StÉ | AS Tro | AS Vill |
| AC Amiens             |        | 4:2    | 1:3    | 4:2    | 0:0    | 1:0     | 5:2     | 2:1    | 1:2    | 2:0    | 6:1    | 2:1     | 2:1      | 2:0    | 3:7    | 0:0    | 4:1    | 2:1     |
| US Boulogne           | 4:3    |        | 0:1    | 2:5    | 1:0    | 3:2     | 2:1     | 4:1    | 1:1    | 1:0    | 4:1    | 1:3     | 0:2      | 2:5    | 1:0    | 3:0    | 1:2    | 2:1     |
| SM Caen               | 3:2    | 1:1    |        | 4:0    | 2:3    | 2:3     | 1:0     | 3:0    | 2:1    | 4:2    | 9:0    | 3:0     | 1:0      | 0:2    | 0:2    | 3:1    | 1:3    | 2:0     |
| Racing Calais         | 0:1    | 6:1    | 2:4    |        | 0:0    | 5:1     | 1:4     | 2:1    | 1:1    | 3:1    | 8:0    | 4:2     | 4:1      | 0:2    | 2:2    | 3:1    | 3:1    | 1:1     |
| CA Paris              | 1:5    | 3:2    | 1:1    | 0:3    |        | 3:0     | 1:0     | 4:0    | 3:1    | 1:1    | 5:0    | 0:1     | 2:0      | 0:4    | 0:0    | 2:3    | 2:1    | 0:0     |
| Olympique Charleville | 1:2    | 2:2    | 3:0    | 1:2    | 0:0    |         | 2:0     | 3:0    | 0:1    | 0:0    | 1:1    | 2:0     | 1:2      | 1:3    | 2:0    | 3:3    | 3:0    | (a)     |
| Olympique Dunkerque   | 2:1    | 3:0    | 0:2    | 0:3    | 0:0    | 2:1     |         | 4:2    | 0:0    | 1:3    | 4:1    | 1:1     | 3:2      | 0:1    | 0:1    | 0:1    | 1:0    | 5:1     |
| Le Havre AC           | 1:2    | 5:2    | 1:1    | 1:1    | 1:2    | 3:1     | 1:0     |        | 1:2    | 1:1    | 1:1    | 1:0     | 1:5      | 3:5    | 1:6    | 3:1    | 0:4    | (a)     |
| Racing Lens           | 1:1    | 3:1    | 4:0    | 4:4    | 4:2    | 3:2     | 5:1     | 2:3    |        | 4:0    | 6:0    | 5:0     | 6:0      | 1:1    | 1:3    | 1:0    | 1:0    | (a)     |
| SO Montpellier        | 2:1    | 4:2    | 4:2    | 2:0    | 0:0    | 3:1     | 4:0     | 5:0    | 0:0    |        | 2:0    | 2:0     | 2:0      | 2:1    | 2:4    | 0:1    | 2:1    | 3:0     |
| FC Nancy              | 1:5    | 1:2    | 3:3    | 0:3    | 1:2    | 2:3     | 4:2     | 1:3    | 0:3    | 2:2    |        | 2:2     | 0:3      | 0:4    | 2:3    | 0:2    | 2:1    | (a)     |
| OGC Nizza             | 2:0    | 3:0    | 5:2    | 3:0    | 2:0    | 0:0     | 6:2     | 2:2    | 1:1    | 0:0    | 1:0    |         | 2:0      | 1:2    | 1:3    | 1:6    | 3:0    | (a)     |
| Stade Reims           | 2:1    | 2:1    | 0:1    | 1:1    | 4:3    | 4:4     | 4:1     | 4:2    | 2:2    | 1:0    | 2:1    | 2:1     |          | 2:4    | 0:4    | 1:2    | 4:2    | 6:1     |
| FC Rouen              | 5:0    | 6:0    | 6:2    | 2:1    | 4:0    | 0:2     | 4:0     | 1:1    | 6:1    | 4:0    | 8:0    | 8:0     | 5:0      |        | 0:0    | 5:0    | 1:1    | 4:0     |
| Racing Roubaix        | 3:2    | 5:3    | 2:0    | 3:1    | 5:0    | 1:0     | 6:1     | 5:1    | 1:1    | 4:1    | 7:0    | 5:1     | 5:0      | 4:3    |        | 1:2    | 1:1    | 3:1     |
| AS Saint-Étienne      | 6:2    | 6:0    | 3:0    | 2:2    | 5:2    | 4:2     | 2:1     | 4:0    | 3:0    | 2:1    | 6:1    | 3:1     | 6:1      | 4:1    | 1:0    |        | 5:2    | 3:3     |
| AS Troyes-Savinienne  | 1:2    | 4:3    | 2:2    | 2:2    | 4:0    | 3:0     | 0:2     | 4:1    | 1:2    | 3:0    | 3:1    | 0:1     | 3:1      | 2:3    | 2:2    | 2:5    |        | 7:3     |
| AS Villeurbanne       | 2:2    | (a)    | (a)    | 0:0    | 0:1    | 4:5     | (a)     | 2:1    | 2:0    | (a)    | 6:1    | 0:3     | (a)      | 1:9    | 4:0    | 2:6    | 5:3    |         |

## Erfolgreichste Torschützen
| Pl. | Spieler          | Verein               | Tore |
| --- | ---------------- | -------------------- | ---- |
| 1   | Jean Nicolas     | FC Rouen             | 45   |
| 2   | George Nicol     | Racing Roubaix       | 40   |
| 3   | Viktor Spechtl   | Racing Lens          | 26   |
| 4   | Robert Allison   | Racing Calais        | 24   |
|     | József Ebner     | SO Montpellier       | 24   |
| 6   | Yvan Beck        | AS Saint-Étienne     | 23   |
|     | Jenő Kalmár      | Racing Roubaix       | 23   |
|     | Roger Rio        | FC Rouen             | 23   |
| 9   | Janos Walter     | US Boulogne          | 20   |
| 10  | Josef Hanke      | AC Amiens            | 19   |
|     | Pierre Illiet    | AC Amiens            | 19   |
| 12  | Ignaz Tax        | AS Saint-Étienne     | 18   |
| 13  | Victor Artero    | AS Troyes-Savinienne | 17   |
| 14  | Camille Cottin   | Racing Roubaix       | 16   |
|     | Uzan             | SM Caen              | 16   |
| 16  | Marceau Lhermine | FC Rouen             | 15   |